# Piroelectricidad

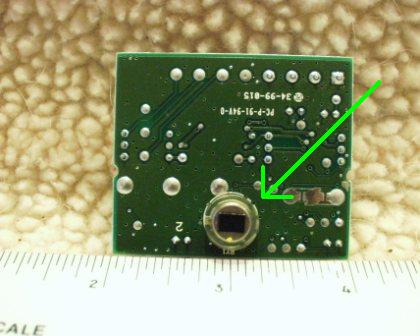
Elemento piroeléctrico (señalado por la flecha verde) en un circuito impreso.

La piroelectricidad es la propiedad que presentan ciertos materiales que sometidos a cambios de temperatura experimentan cambios en la polarización eléctrica, por lo que dichos cambios de temperatura inducen un campo eléctrico en el interior del material, causado por movimiento de cargas positivas y negativas en los extremos opuestos de la superficie. Esto tiene numerosas aplicaciones prácticas, como por ejemplo la construcción de termómetros electrónicos.
Este tipo de fenómenos ocurre en materiales dieléctricos que tienen polarizaciones espontáneas producidas por dipolos orientados.
La piroelectricidad está estrechamente relacionada con la piezoelectricidad, de tal modo que todos los materiales piroeléctricos son también piezoeléctricos.

## Descubrimiento
En 1824, el científico y naturalista escocés sir David Brewster (1781–1868) demostró efectos piezoeléctricos utilizando sal de la Rochelle, decidiendo nombrar el efecto piroelectricidad.
El efecto piroeléctrico se descubrió luego en minerales como cuarzo y turmalina y otros cristales iónicos. Se desarrolla en las caras opuestas de cristales asimétricos. La dirección de propagación suele ser constante a lo largo de un material piroeléctrico, aunque la puede modificar un campo eléctrico cercano.
El material cristalino que constituye un sensor piroeléctrico genera una pequeña carga eléctrica cuando está expuesto a calor en modalidad de radiación infrarroja. El cristal cambia si la cantidad de radiación es notable, y también varía la carga. Entonces se puede medir con un dispositivo FET (siglas en inglés): transistor de efecto de campo, construido dentro del sensor. Son más rápidos que los termopares.

## Aplicaciones
Las aplicaciones más comunes de estos sensores piroeléctricos son:
- Pirómetros (para medición de temperatura a distancia en hornos, vidrio o metal fundidos).
- Sensores pasivos de infrarrojos
- Medición de radiación.
- Detección de llamas.
- Detección de pérdidas de calor en oficinas, residencias o edificios.
- Mediciones de potencias generadas por fuentes de radiación.
- Analizadores de IR (rayos infrarrojos).
- Detectores de CO2 y de otros gases que absorben radiación.
- Detectores de IR (rayos infrarrojos) emitidos por el cuerpo humano, para detección de intrusos y de presencia
- Sistemas de encendido automático de iluminación o de calefacción de viviendas, apertura de puertas.
- Detección de pulsos láser de alta potencia.
- Termómetros de alta resolución (6 x 10 °C).
- Detectores de personas o de movimiento.